# عصيباء مبوغة جميلة الأبواغ
عصيباء مبوغة جميلة الأبواغ (الاسم العلمي: Neurospora calospora) هي نوع من الفطريات تتبع جنس العصيباء المبوغة من الفصيلة السوردارية.